# If the Boot Fits
«If the Boot Fits» —en español: «Si la bota encaja»— es una canción del cantante y compositor estadounidense Granger Smith. Fue lanzada el 14 de marzo de 2016 como el segundo y último sencillo de su álbum Remington. La canción fue escrita por Jordan Schmidt, Andy Albert y Mitchell Tenpenny.

## Recepción comercial
El sitio web Taste of Country le dio a la canción una crítica favorable, elogió la letra y escribió que ""If the Boot Fits" es una historia de amor country familiar que toma prestada de un cuento de hadas".

## Vídeo musical
El video musical fue dirigido por Paul De La Cerda y se estrenó en agosto de 2016.

## Posicionamiento en listas

### Listado semanal
| Chart (2016–2017)                  | Posición |
| ---------------------------------- | -------- |
| Estados Unidos (Billboard Hot 100) | 80       |
| Estados Unidos (Country Airplay)   | 6        |
| Estados Unidos (Hot Country Songs) | 14       |

### Listado anual
| Chart (2016)                     | Posición |
| -------------------------------- | -------- |
| US Hot Country Songs (Billboard) | 89       |

| Chart (2017)                     | Posición |
| -------------------------------- | -------- |
| US Country Airplay (Billboard)   | 55       |
| US Hot Country Songs (Billboard) | 78       |